# 横山政寛
横山 政寛（よこやま まさひろ、明和7年（1770年） - 寛政13年1月25日（1801年3月9日）） は、加賀藩重臣。人持組横山蔵人家第5代。父は横山政礼。子は横山政孝。通称は多門、蔵人。号は白華。

## 生涯
明和7年（1770年）、加賀藩士・横山政礼の子として生まれる。天明3年（1783年）、父の死去により家督相続する。幼いため遺領1万石の1/3を相続することとなる。天明4年（1784年）、遺領1万石の相続を許される。寛政5年（1793年）、家老となる。
寛政13年1月25日（1801年3月9日）、死去。享年32。家督は嫡男の政孝が相続した。

## 人物
学者・富田景周に詩を学び、父・政礼と同じく詩作に巧みであった。
御供家老として藩主・前田治脩の江戸参勤に随行した際の『御道中日記』が、NHK『堂々日本史』「江戸の華 意地と面子の大名行列〜加賀藩100万石の旅〜」で紹介された。